# Métro de Minsk
Le métro de Minsk (en biélorusse : Мінскі мэтрапалітэн - Minski metrapaliten, en russe : Минский метрополитен - Misnki metropoliten) est un réseau de transport en commun ferré de la capitale de la Biélorussie, Minsk. Inauguré en 1984, il est constitué de trois lignes, 36 stations et s'étend sur une distance de 44,8 kilomètres.

## Historique
C'est au début des années 1970 qu'est prise la décision de construire un métro à Minsk, la ville atteignant un million d'habitants, ce qui en faisait une « ville à métro » selon la planification soviétique.
Du fait des conditions du sous-sol local, le métro de Minsk est relativement peu profond avec des stations généralement entre 12 et 14 mètres de profondeur.

### Ligne Maskowskaïa
La construction de la première ligne du métro de Minsk débuta en juin 1977, mais ce n'est qu'en juin 1984 qu'un premier tronçon fut inauguré entre les stations Іnstytut Kuĺtury (Інстытут Культуры) et  Maskowskaïa (Маскоўская), soit 8 stations pour 7,8 km.
Les extensions de la ligne furent successivement les suivantes :
- Fin décembre 1986, la ligne est prolongée vers le nord-est de Maskovskaya jusqu'à Ouskhod (Усход), (une station, 1,7 km).
- En juillet 2003, ont commencé les travaux de prolongement (2,7 km, 2 stations) jusqu'à la station Ouroutcha (Уручча). Ils s'achevèrent par une extension le 7 novembre 2007[3].
- En octobre 2004 débutent les travaux de construction d'une extension vers Piatrowchtchyna (5,2 km, 3 stations) à partir de la station Іnstytut Kuĺtury (Інстытут Культуры). Le 7 novembre 2012, les trois nouvelles stations sont mises en service[4]. La station Piatrowchtchyna est décorée par un plafond simulant un ciel étoilé.
- La dernière extension a lieu le 3 juin 2014, (1 station, 1,8 km) de Piatrowchtchyna à Malinawka (Малінаўка)[5].

Cette ligne s'appelle Maskowskaïa, du nom de l'ancien terminus, et compte 15 stations pour 19,1 km.

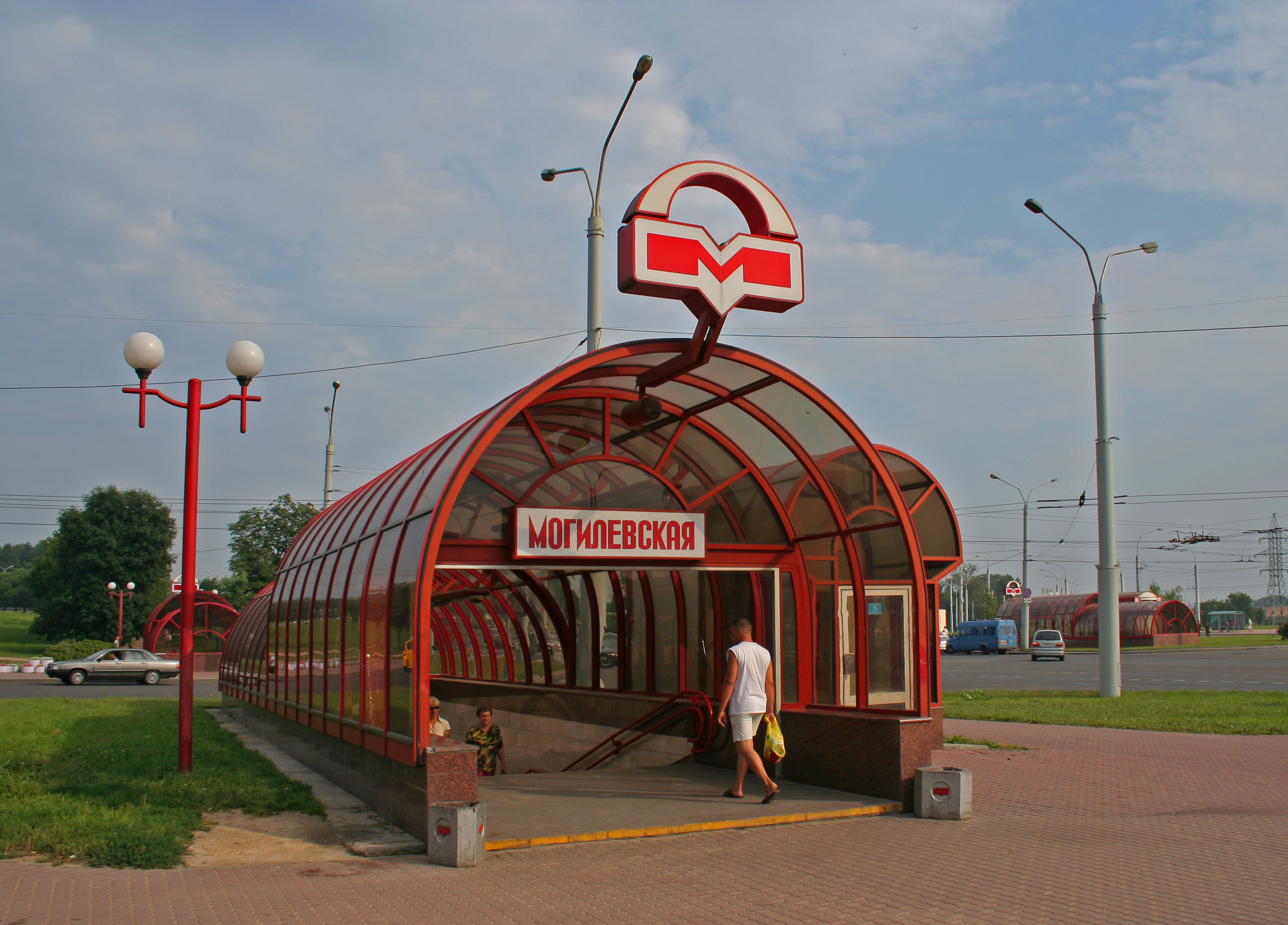
Station Mahiliowskaïa (Магілёўская).
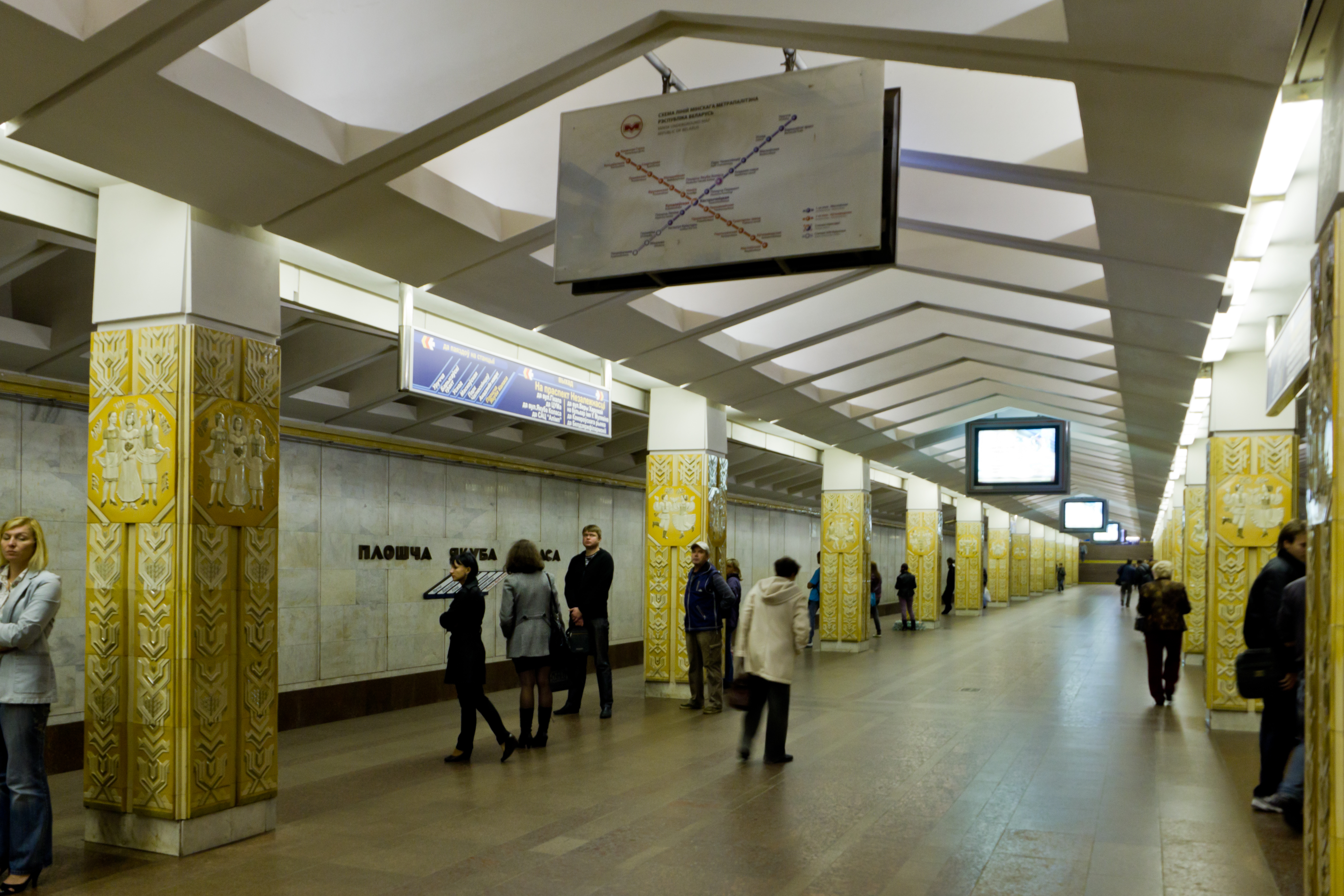
Plošča Jakuba Kolasa
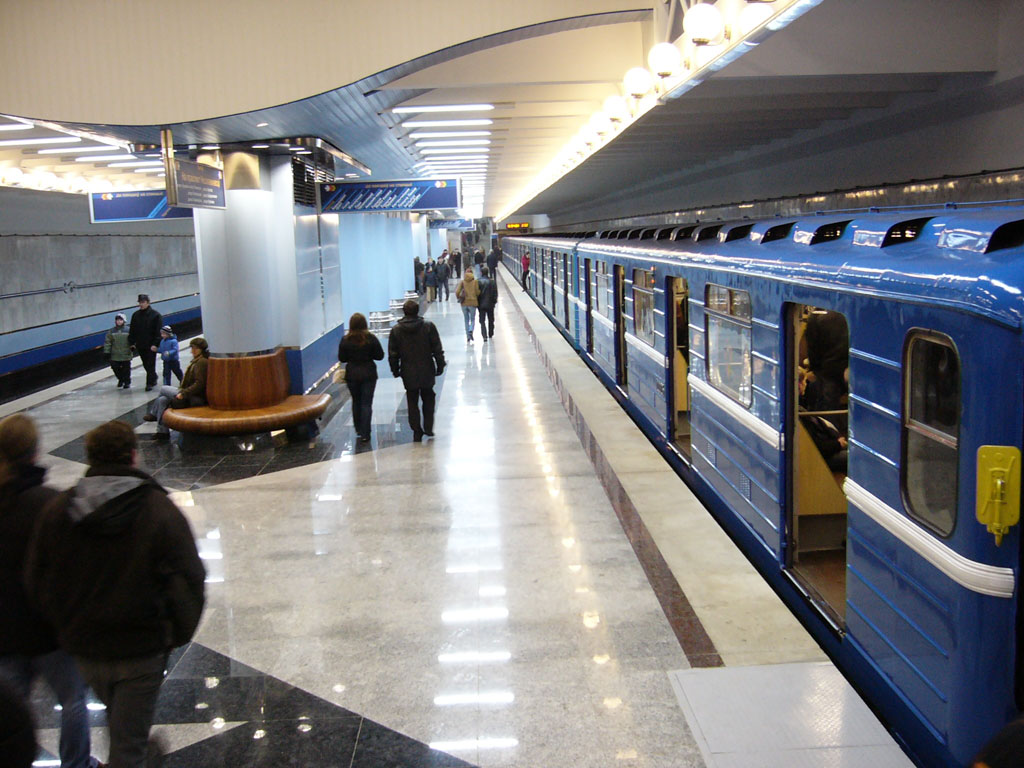
Uručča

### Ligne Awtazavodskaïa
Les travaux de la deuxième ligne furent ralentis de deux ans du fait de la découverte sous le site de la station Niamiha d'une cité ancienne. Fin décembre 1990, elle fut inaugurée avec un premier tronçon entre Traktarny zavod (Трактарны зaвод) et Frounzienskaïa (Фрунзенская), soit 5 stations et  6,1 km.
Les extensions de la ligne furent successivement les suivantes :

Carte animée du développement du métro de Minsk

- Une station intermédiaire Pierchamaïskaïa (Першамайская) fut ouverte en 1991. C'est la seule station du réseau qui possède des quais latéraux au lieu d'un quai central.
- Une section de deux stations s'ajouta en juillet 1995 jusqu'à Pouchkinskaïa (Пушкінская).
- En novembre 1997, un prolongement de deux stations, cette fois vers le sud, fut inauguré jusqu'à Awtazavodskaïa (Аўтазаводская).
- Extension d'une station et de 2,6 km en septembre 2001 jusqu'à Mahiliowskaïa (Магілёўская). Cette dernière station fut la première station de métro dans toute l'ex-Union soviétique à être équipée d'ascenseurs.
- En novembre 2005 la ligne était prolongée jusqu'à Kamiennaïa Horka (Каменная Горка), soit trois stations et 3,9 km, ce qui portait sa longueur totale à 18,1 km avec 14 stations.

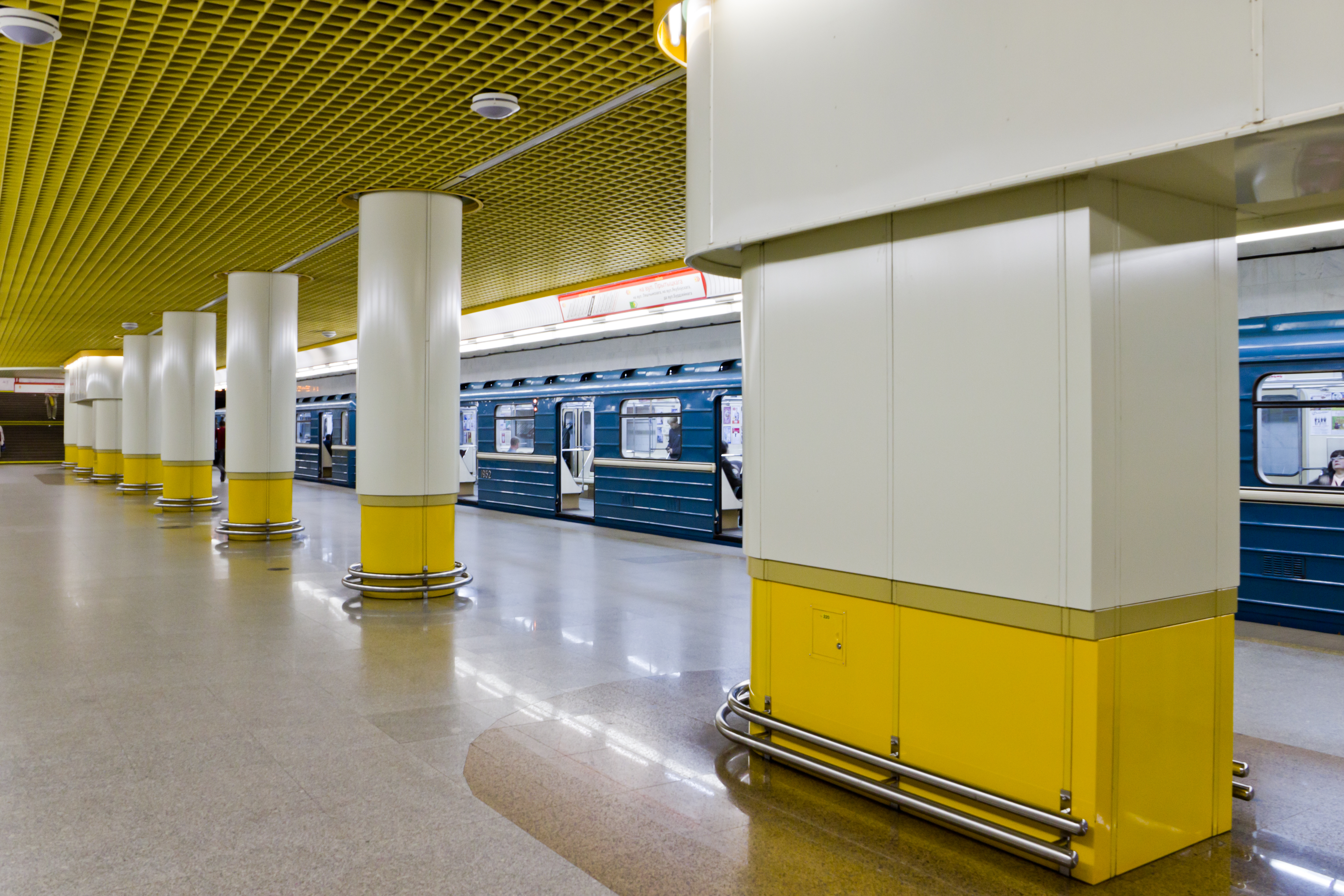
Kuncaŭščyna
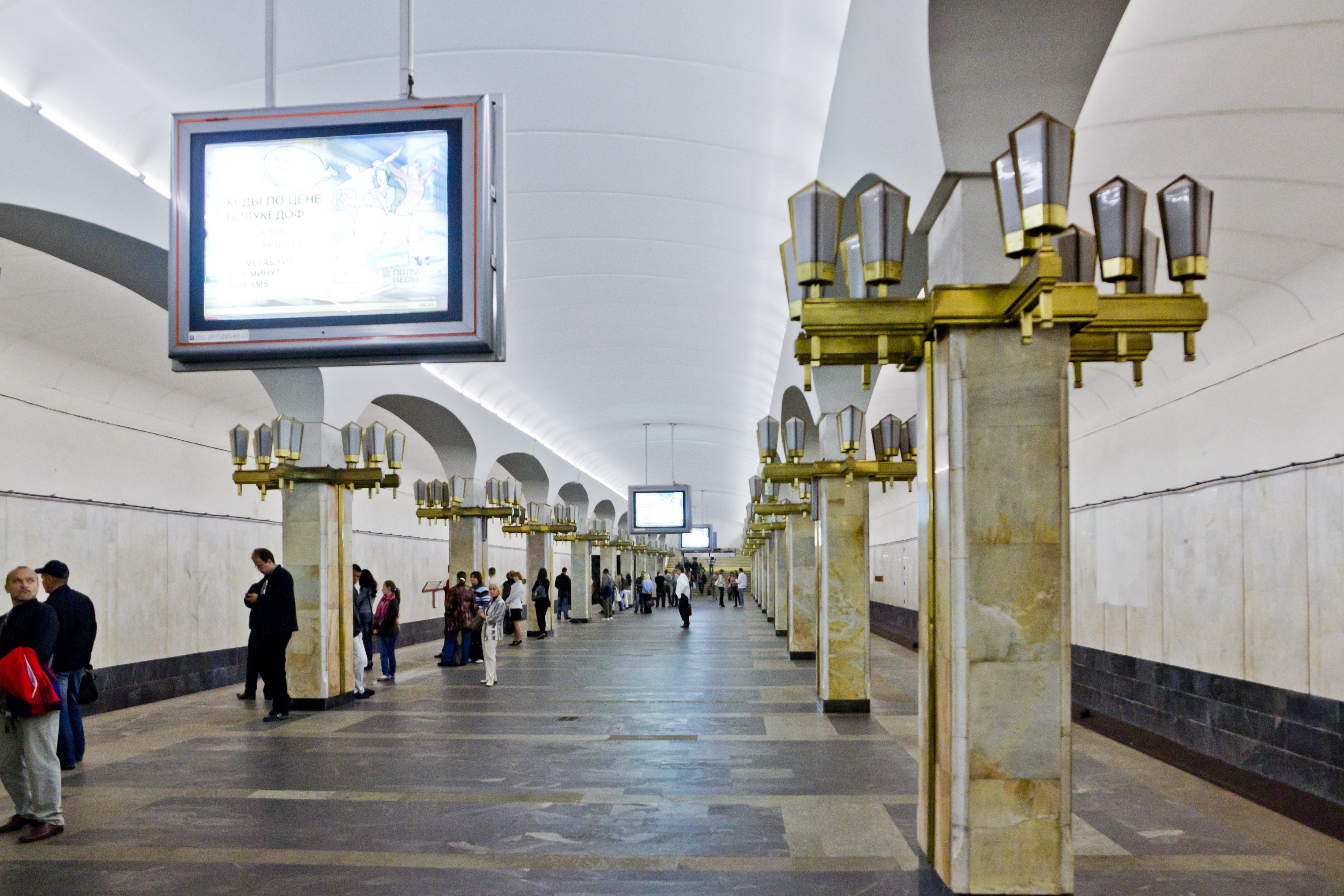
Puškinskaja
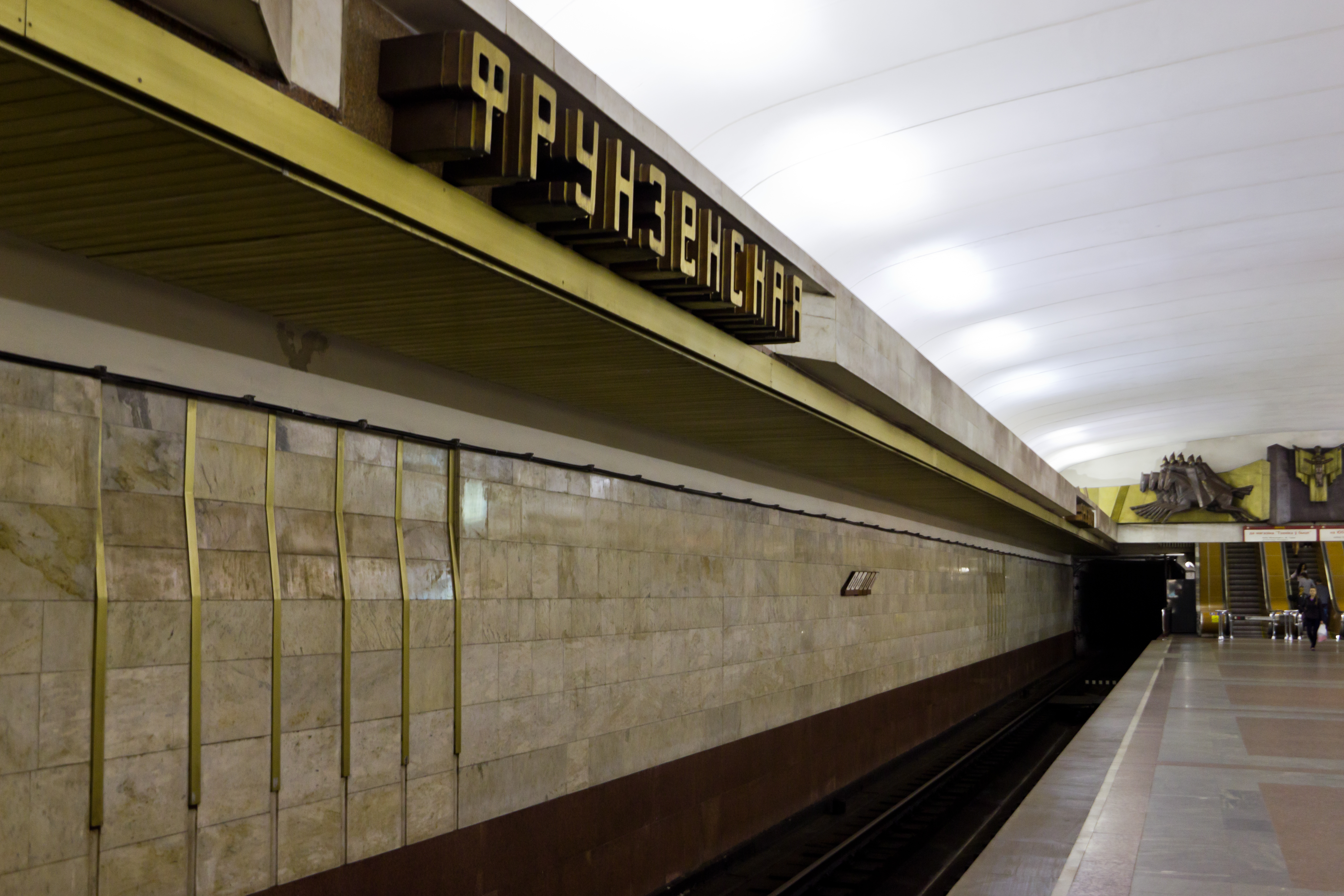
Frunzienskaja

### Ligne Zelenoluzhskaya
Le lancement technique de la première section de la 3e ligne (ligne verte) a eu lieu fin juillet 2020, et l'ouverture a eu lieu le 6 novembre 2020 (la ligne a ouvert aux passagers le ). Cette section comprend 4 stations : Kovalskaya Sloboda, Vokzalnaya, Place Frantishek Bogushevich, Place du Jubilée. Deux d'entre elles sont des stations de correspondance.

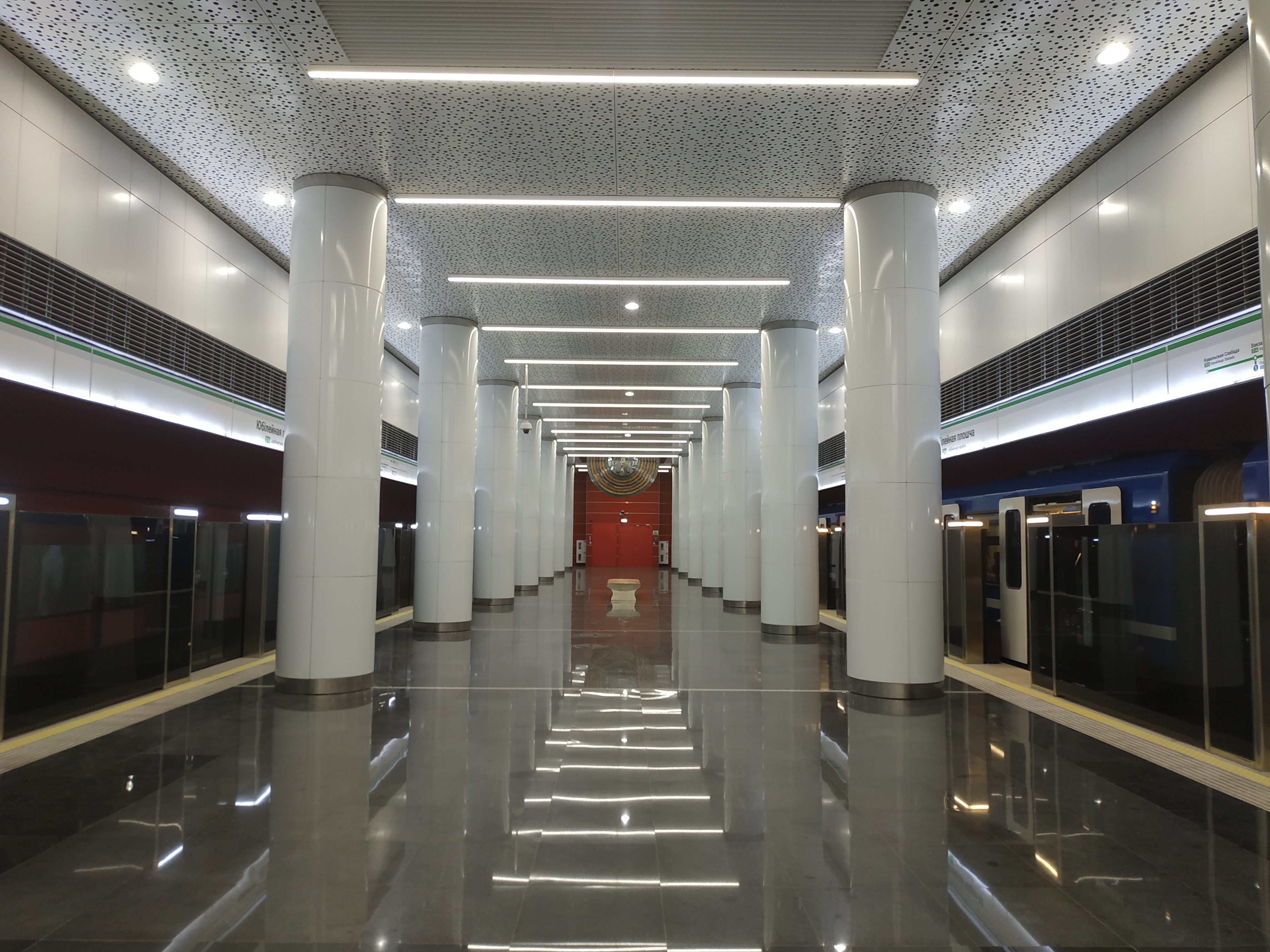
Jubiliejnaja Plošča
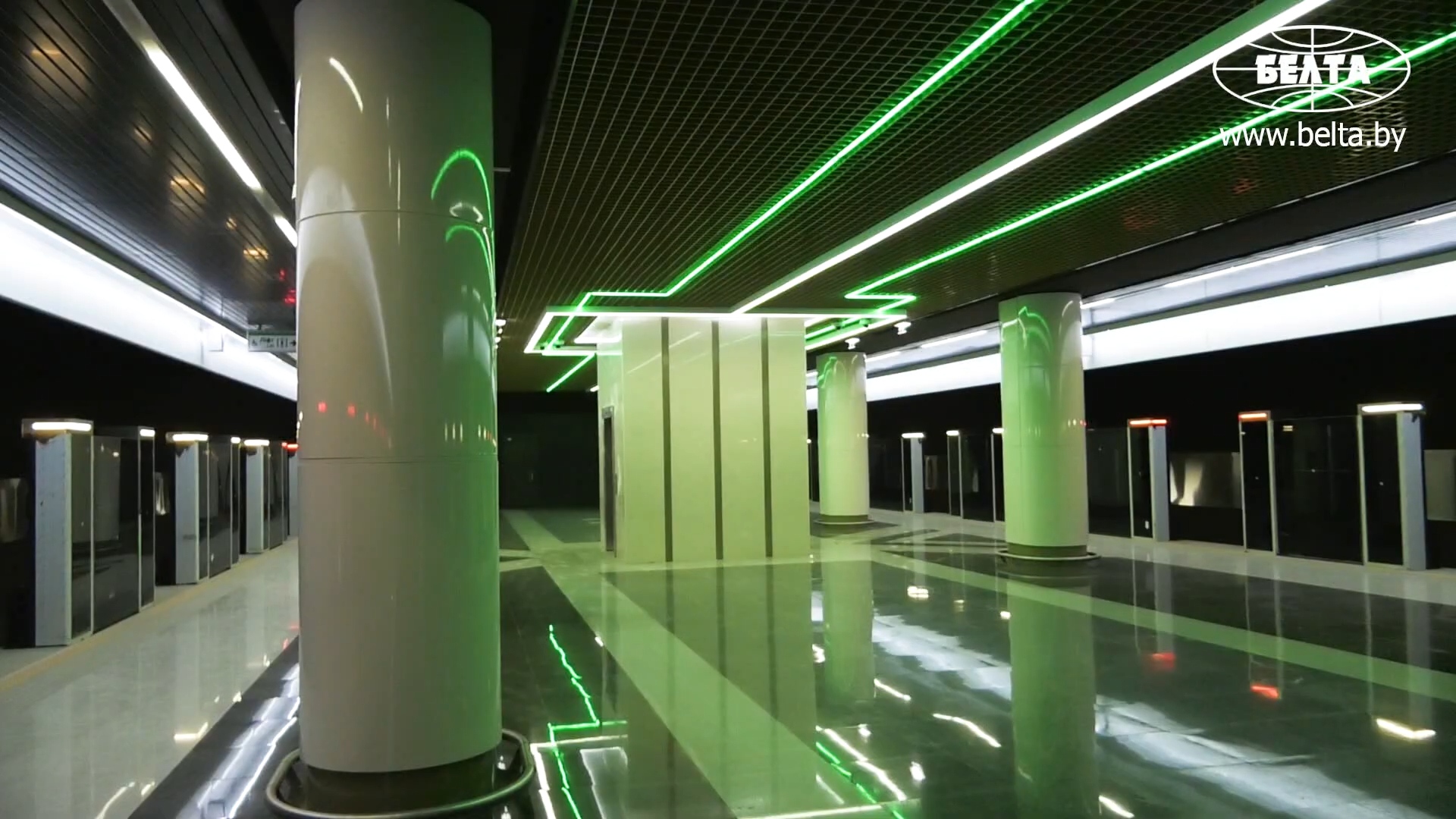
Plošča Franciška Bahuševiča
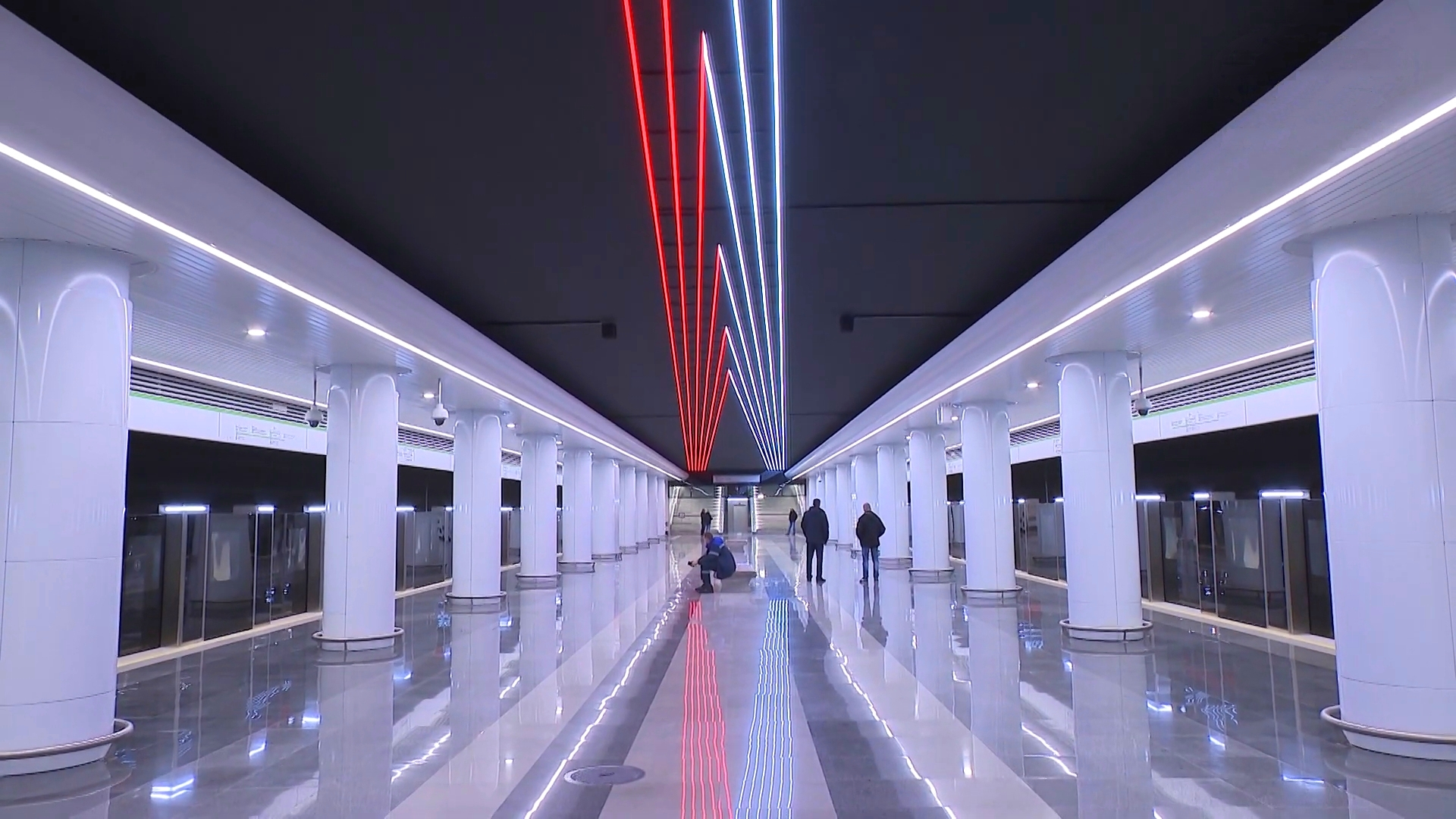
Vakzaĺnaja

## Réseau actuel
Le métro de Minsk s'étend sur une distance de 44,8 km et comporte 36 stations.
| Ligne | Nom                             | Parcours                                 | Mise en service | Dernière extension | Longueur (en km) | Nombre de stations |
| ----- | ------------------------------- | ---------------------------------------- | --------------- | ------------------ | ---------------- | ------------------ |
|       | Maskowskaïa (Маскоўская)        | Malinawka ↔ Ouroutcha                    | 1984            | 2014               | 19,1 km          | 15                 |
|       | Awtazavodskaïa (Аўтазаводская)  | Kamiennaïa Horka ↔ Mahiliowskaïa         | 1990            | 2005               | 18,1 km          | 14                 |
|       | Zelenaluzhskaya (Зеленалужская) | Jubileïnaïa plochtcha ↔ Slucki Hasciniec | 2020            | 2024               | 7,6 km           | 7                  |
|       |                                 |                                          |                 | Total :            | 44.8 km          | 36                 |

## Caractéristiques techniques
Le métro de Minsk circule sur des voies à écartement russe large de 1 524 mm. Le réseau est électrifié sous 825 volts DC avec alimentation des véhicules par troisième rail. Les stations ont une longueur de 100 m et une largeur de 10 m.
En septembre 2005, la ligne 1 fonctionne avec une flotte de 23 trains de cinq véhicules, les 27 rames de la ligne 2 comportent 4 voitures. Les 223 véhicules sont de fabrication russe de type classique, fournis par l'usine de Mytishchi et par l'usine de fabrication de véhicules de Saint-Pétersbourg. Leur vitesse maximale n'est que de 80 km/h.
En 2007, le métro de Minsk passe une commande additionnelle de dix métros pour Metrowagonmash. Les premiers cinq trains doivent être livrés en juillet et les autres en août.
Le parc de voitures du métro est constitué de 390 rames, dont 73 trains de cinq wagons et six trains de quatre wagons. Plus de 1 000 trains (passages) circulent sur les trois lignes chaque jour. La vitesse moyenne des rames est de 40,7 km/h.

## Exploitation
Le métro de Minsk est ouvert de 5 h 30 du matin à 1 h dans la nuit. L'intervalle minimal aux heures de pointe est de deux minutes sur la ligne 1 et deux minutes et demie sur la ligne 2. Durant la journée, l'intervalle entre les passages des trains est de 2 à 3 minutes, de 9–10 minutes jusqu'à 12 minutes, en soirée après 23 h. Le prix du billet est depuis juillet 2006 de 500 roubles biélorusses, soit environ 25 centimes d'euro. Depuis juin 2018, les voyageurs peuvent utiliser des cartes sans contact.
En 2014, le métro enregistra un trafic de 586 millions de voyages. Près de 900 000 voyages sont effectués chaque jour dans le métro.
Le réseau de tramway de Minsk, qui comporte quatre lignes en surface (dix trajets possibles) de 62 km au total, est organisé pour rabattre les flux de voyageurs vers les lignes de métro. Le trafic de ce réseau atteignit 35 millions de voyages en 2005.

## Ligne 3 en construction et autres projets

Carte du projet de nouvelles lignes du métro de Minsk.

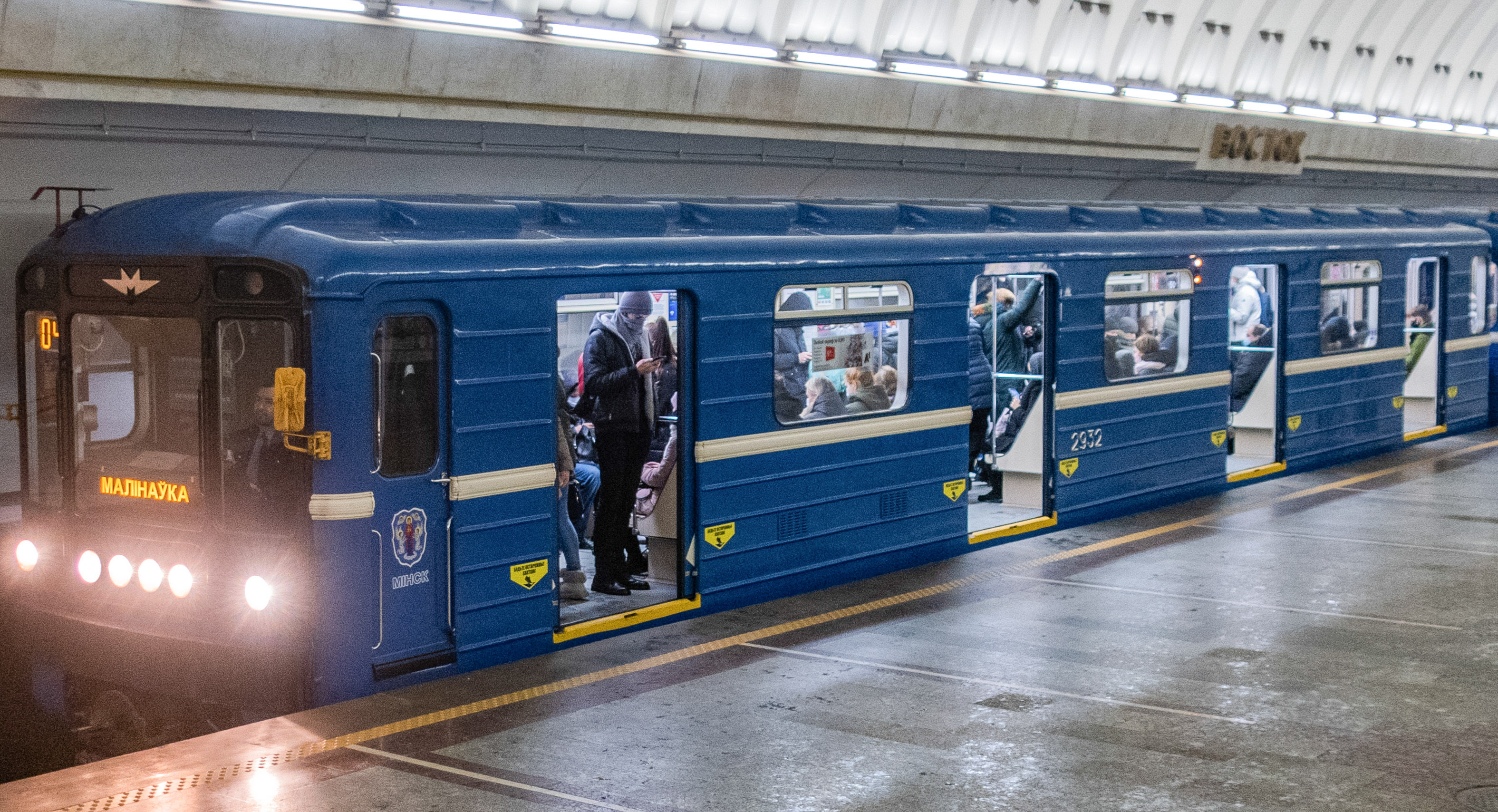
Série 81-717/714.

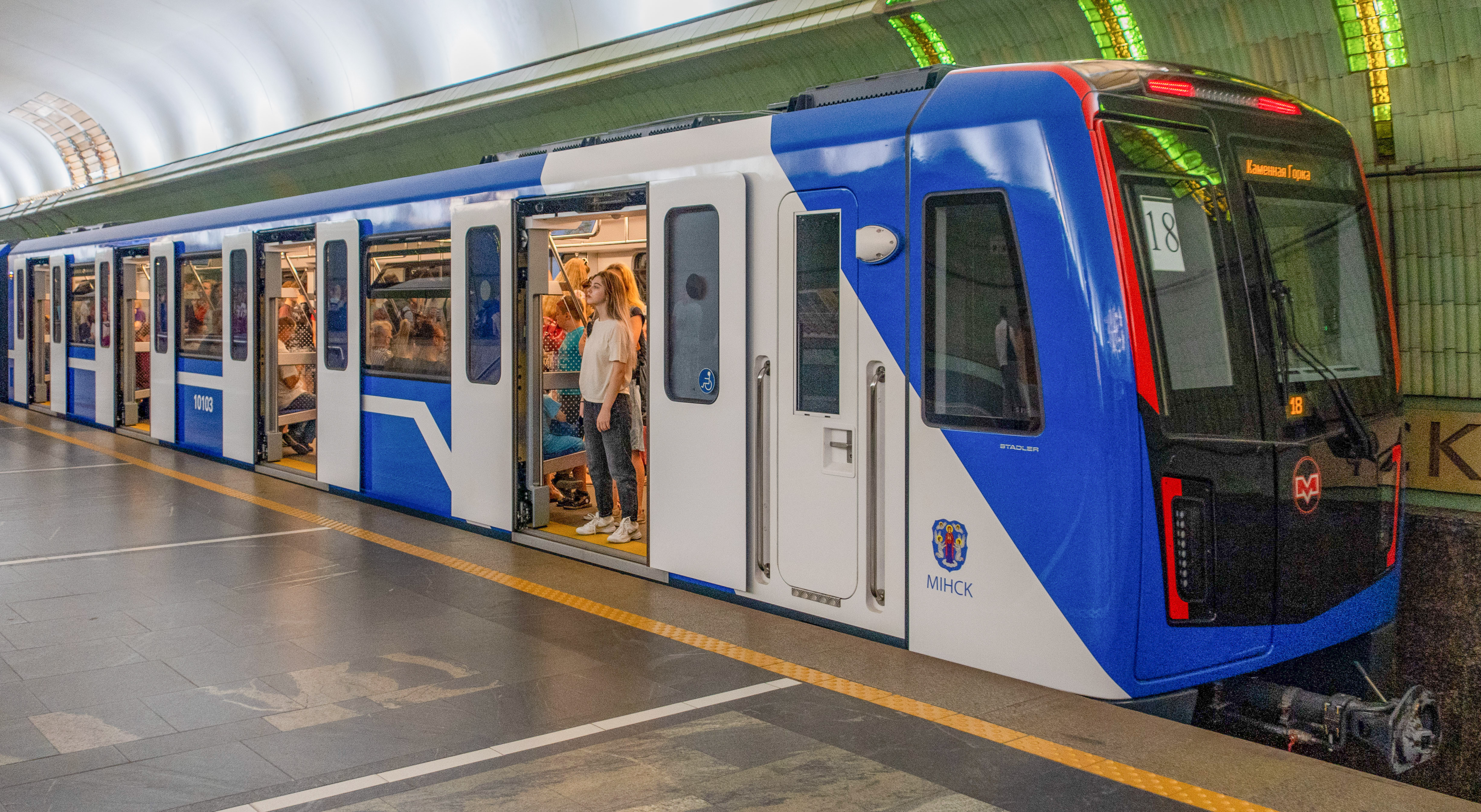
Nouveau Stadler M110/M111 (2020).

La ville espère pouvoir construire deux autres lignes pour constituer, à terme, un réseau de 45 stations et de 60 km.
Des études de conception ont été menées à partir de 2005 pour la nouvelle ligne 3, orientée  nord - sud, qui devrait être en correspondance avec les lignes existantes aux stations Plochtcha Lienіna sur la ligne 1 et Frounzienskaïa (Фрунзенская) sur la ligne 2. À terme cette ligne atteindrait 17,2 km et 14 stations. Les travaux de construction de cette ligne sont lancés en mars 2014 pour une mise en service prévue en 2020. La première phase irait de Yubileynaya Ploshchad à Kovalskaya Sloboda avec quatre stations. La station Vokzalnaya serait reliée à Ploshchad Lenina sur la ligne Maskovskaya par des passerelles mobiles. La phase deux prolongerait la ligne jusqu'à Ayerodromnaya et Nemorshansky Sad. Le nombre de passagers par jour est estimé à 700 000 personnes.
Le métro de Minsk a passé commande en janvier 2017 à la société Stadler pour 6 trains de quatre véhicules et de 4 trains de cinq véhicules pour la ligne 3, en construction. en 2018 début des phases de test. La société Stadler a installé en 2014 une usine de fabrication de trains en Biélorussie. Le métro de Minsk prévoit à terme de remplacer par ces nouveaux trains ceux de fabrication soviétique.

### Projet de ligne 4
La ligne 4 serait une ligne semi-circulaire allant du nord-est de la ville à Vesnianka vers le sud à Serebrianka en passant par l'est. Elle aurait également deux stations de correspondance, une avec la ligne 1 à Akademiïa Navouk et une autre avec la ligne 2 à Traktarny Zavod.
| Ligne   | Parcours                                   | Mise en service | Longueur (en km) | Nombre de stations |
| ------- | ------------------------------------------ | --------------- | ---------------- | ------------------ |
| Ligne 3 | Jubileïnaïa plochtcha ↔ Kavalskaïa Slabada | 2020            | 17,2 km          | 4 (14)             |
| Ligne 4 | Chatsvyataya                               | 2027            | 27,5 km          | 17                 |

## Événements

### Grève des employés de 1995
En août 1995, une grève lancée par un syndicat indépendant en protestation du non-versement de leurs salaires, paralysa le métro pendant cinq jours. La grève s'acheva lorsque la police dispersa une manifestation de 150 employés du métro et arrêta les syndicalistes.

### Tragédie de Niamiha
Le 30 mai 1999, une bousculade consécutive à un orage fit 53 morts et 100 blessés à la station Niamiha: un orage éclata pendant qu'un concert en plein air se déroulait dans les environs. La foule fut canalisée vers un passage souterrain du métro, et un piétinement des victimes, pour la plupart des jeunes femmes, se produisit lorsqu'elles commencèrent à glisser sur le sol humide.

### Attentat du 11 avril 2011
Le 11 avril 2011 vers 18 h 00 (heure locale), une explosion terroriste eut lieu à la station de métro Kastrytchnіtskaïa, à 100 m de la résidence du président Alexandre Loukachenko, faisant 14 morts et 204 blessés.